# Ben Browder

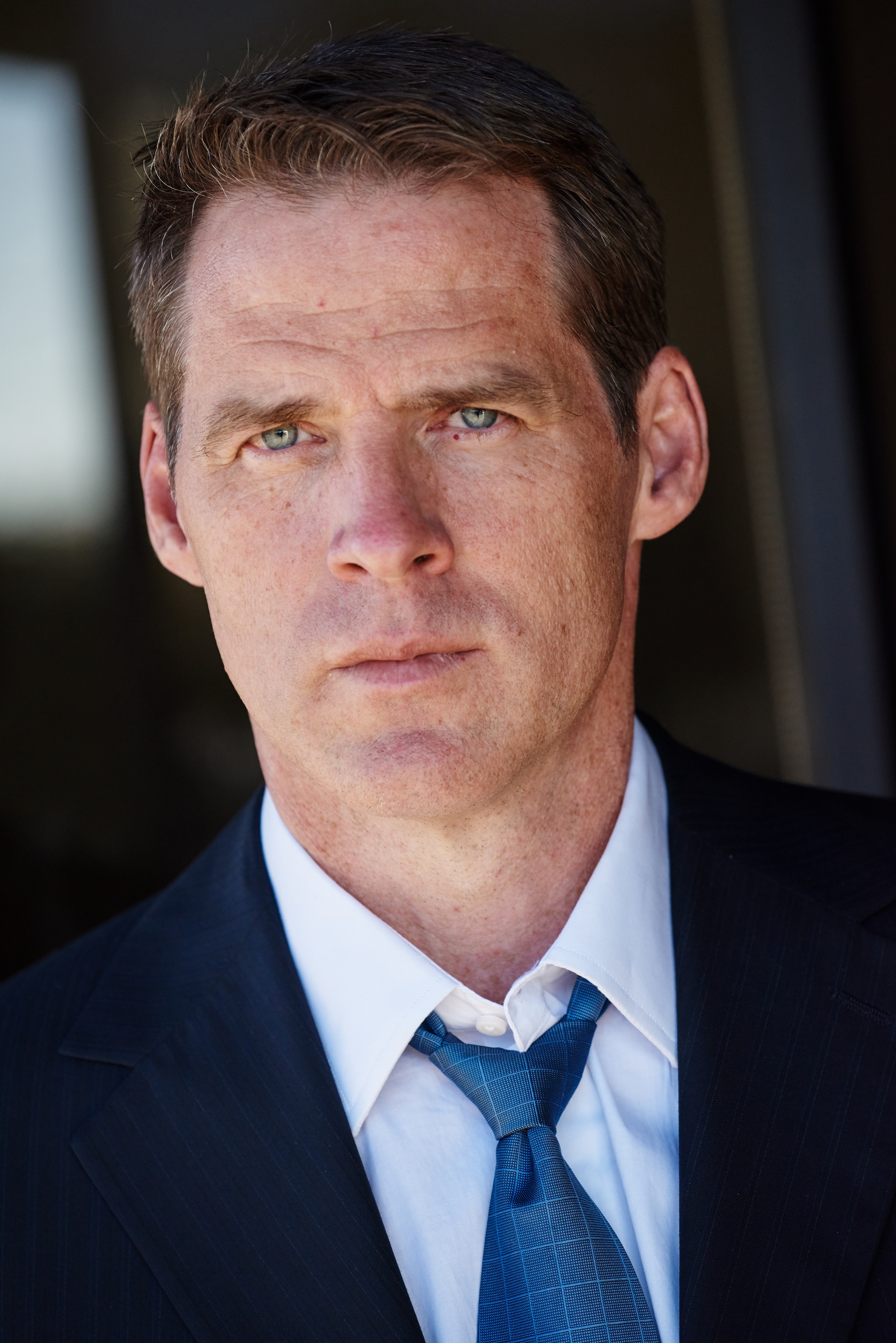
Ben Browder (2018)

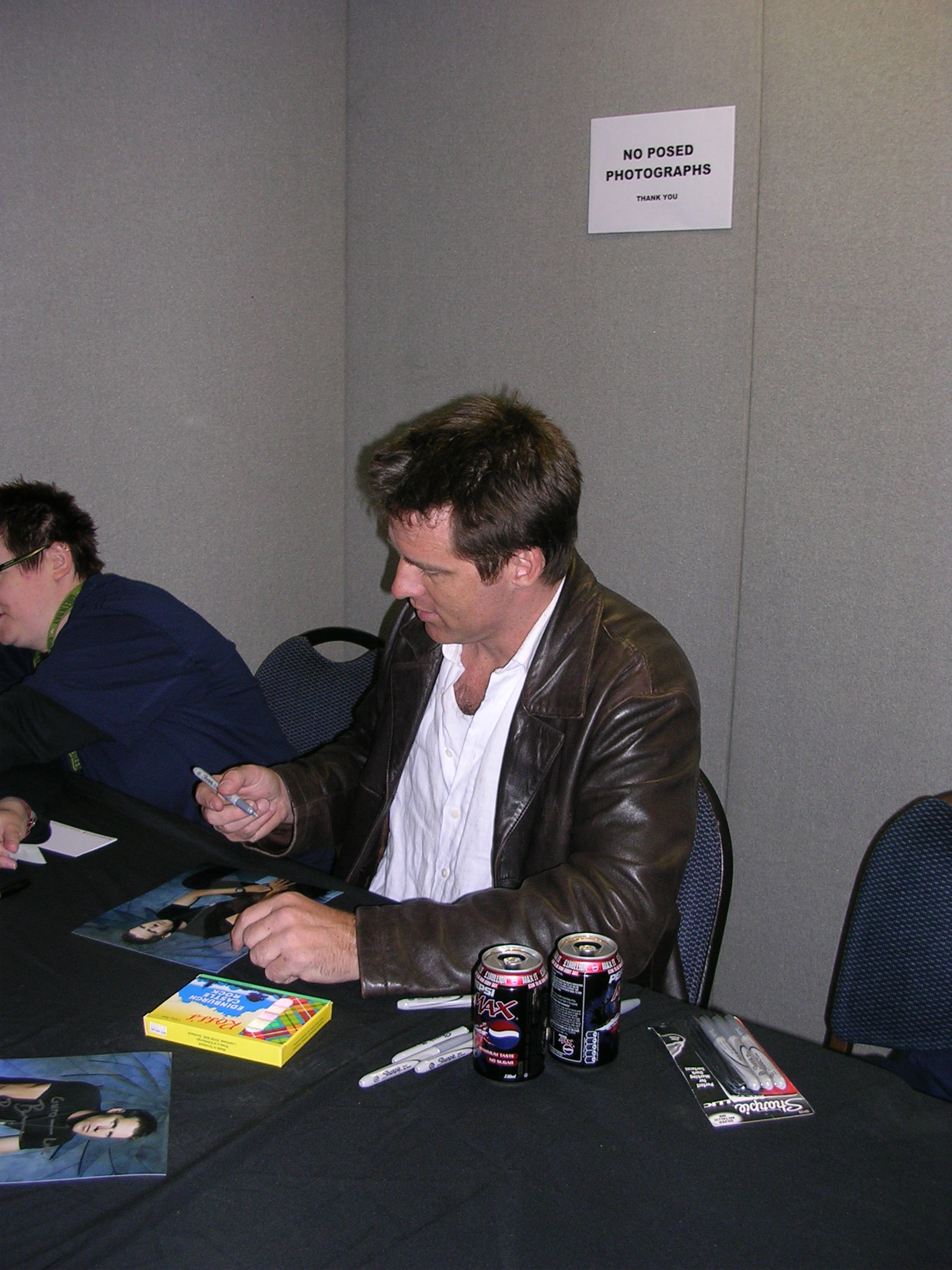
Ben Browder (Collectormania 2009)

Robert Benedict Browder (* 11. Dezember 1962 in Memphis, Tennessee) ist ein US-amerikanischer Schauspieler.

## Biografie
Er wuchs in Charlotte, North Carolina, auf und besuchte die Furman University in Greenville, South Carolina, die er mit einem Bachelor in Psychologie abschloss.
Ben Browders Familie betrieb bis vor einigen Jahren einen NASCAR Busch Racing Track, doch gab sie diesen auf, um sich voll und ganz auf die NASCAR-Karriere seines Bruders Neil zu konzentrieren.
Nach seinem Diplom ging Browder nach Europa und studierte in London an der Central School of Speech and Drama. Dort traf er auch seine spätere Frau Francesca Buller, die er nach seinem Abschluss 1989 heiratete. Das Paar hat zwei Kinder.
In der Fernsehserie Farscape spielte Ben Browder den Astronauten John Crichton, der sich nach einem missglückten Raumfahrtexperiment in einem unerforschten Teil der Galaxie wiederfindet.
Ben Browder und seine Familie haben fast vier Jahre in Sydney, Australien, gelebt, doch nach dem Ende der Serie Farscape, die dort gedreht worden war, kehrten sie in die USA zurück, wo Browder einige Gastauftritte in bekannten Serien wie CSI: Miami hatte und einige Kinorollen spielte. Von 2005 bis 2007 gehörte er zur Stammbesetzung der Serie Stargate – Kommando SG-1 und spielte jeweils eine Hauptrolle in den beiden auf die Serie folgenden Spielfilmen Stargate: The Ark of Truth und Stargate: Continuum als Lt. Colonel Cameron Mitchell.
2017 gab Browder mit Bad Kids of Crestview Academy sein Regiedebüt.

## Filmografie (Auswahl)
- 1978: Duncan’s World
- 1990: Memphis Belle
- 1991: Der Kuß vor dem Tode (A Kiss Before Dying)
- 1994: Mord ist ihr Hobby (Murder, She Wrote Episode Was geschah mit Sam und Terry?)
- 1996: Party of Five
- 1999–2003: Farscape
- 2003: CSI: Miami (Staffel 1, Folge 22)
- 2004: A Killer Within
- 2004: Farscape: The Peacekeeper Wars (Miniserie)
- 2005–2007: Stargate – Kommando SG-1 (Stargate SG-1)
- 2008: Stargate: The Ark of Truth
- 2008: Stargate: Continuum
- 2010: Hellcats (Pilotfilm)
- 2012: Chuck (Staffel 5, Episode 11)
- 2012: Doctor Who (Staffel 7, Episode 3)
- 2013: Arrow (2 Episoden)
- 2014: CSI: Vegas (Staffel 15, Folge 12)
- 2017: Guardians of the Galaxy Vol. 2
- 2018: Criminal Minds (Staffel 13, Folge 11)
- 2020: S.W.A.T. (Staffel 4, Folge 5)
- 2020: All Rise – Die Richterin (1 Folge)
- 2022: Walker (2 Folgen)
- 2023: Seattle Firefighters – Die jungen Helden (Station 19, 1 Folge)
- 2024: Landman (3 Folgen)